# Gracie Fields
Gracie Fields, de son vrai nom Grace Stansfield, née le 9 janvier 1898 à Rochdale (Angleterre) et morte le 27 septembre 1979 à Capri (Italie), est une chanteuse et une actrice de music-hall et de cinéma britanno-italienne.

## Biographie
Dans les années 1920, elle commence une carrière théâtrale et discographique qui rencontre un grand succès.
Dans les années 1930, elle commence une carrière cinématographique en Angleterre, puis aux États-Unis.
Elle se consacre également à des œuvres de charité. Elle est distinguée à ce titre et élevée dans le Très vénérable ordre de Saint-Jean ainsi qu'à l'Ordre de l'Empire britannique.
Le 26 juillet 1936, est affrété par l'actrice Gracie Fields un navire portant son nom, pour offrir un voyage aux orphelins, dont elle s'occupe, de Bournemouth à Brighton.
En 1939, alors qu'elle est malade, elle reçoit 250 000 lettres lui souhaitant un bon rétablissement.
En 1940, elle se marie avec le cinéaste italien Monty Banks.
En 1956, elle incarne pour la première fois à l'écran le personnage de Miss Marple créé par Agatha Christie.
Elle meurt à Capri en 1979 à l'âge de 81 ans des suites d'une pneumonie.

## Filmographie

### Cinéma
- 1931 : Sally in Our Alley de Maurice Elvey : Sally Winch
- 1932 : Looking on the Bright Side de Graham Cutts et Basil Dean : Gracie
- 1933 : This Week of Grace de Maurice Elvey : Grace Milroy
- 1934 : Love, Life and Laughter de Maurice Elvey : Nellie Gwynn
- 1934 : Sing As We Go de Basil Dean : Gracie Platt
- 1935 : Look Up and Laugh de Basil Dean : Gracie Pearson
- 1936 : Queen of Hearts de Monty Banks : Grace Perkins
- 1937 : The Show Goes On de Basil Dean : Sally Scowcroft
- 1938 : C'était son homme de Monty Banks : Kit Dobson
- 1938 : Keep Smiling de Monty Banks : Gracie Gray
- 1939 : Shipyard Sally de Monty Banks : Sally Fitzgerald
- 1943 : Young and Beautiful, court métrage de Will Jason (en) : elle-même
- 1943 : Le Cabaret des étoiles de Frank Borzage : elle-même
- 1943 : Holy Matrimony de John M. Stahl : Alice Chalice
- 1945 : Molly and Me de Lewis Seiler : Molly Barry
- 1945 : Paris Underground de Gregory Ratoff : Emmeline Quayle

### Télévision
- 1956 : Armchair Theatre : Mrs Dowey (1 épisode)
- 1956 : Goodyear Television Playhouse (en) : Miss Marple (1 épisode)
- 1958 : The DuPont Show of the Month : Miss Pross (1 épisode)
- 1958 : Studio One : Mrs Harris (1 épisode)
- 1956-1963 : The United States Steel Hour (en) : Sarah Dowey (2 épisodes)

## Distinctions

### Nominations
- New York Film Critics Circle 1943 : meilleure actrice pour Holy Matrimony
- Primetime Emmy Awards 1957 : meilleure actrice pour The United States Steel Hour (en)